# Mike Singleton
Mike Singleton (21 de febrero de 1951 - 10 de octubre de 2012) fue un diseñador de videojuegos británico que escribió varios títulos para ZX Spectrum durante los años 80. Sus títulos incluyen The Lords of Midnight, Doomdark's Revenge, Dark Scepter, War in Middle Earth y Midwinter. Antes de desarrollar videojuegos, Singleton fue profesor de inglés en Ellesmere Port, Cheshire, Inglaterra. 

## La edad de oro del microordenador doméstico.
Mientras se encontraba en el negocio de la escritura de juegos de arcade, Singleton, quien se retiró de la enseñanza por completo en 1982 para convertirse en diseñador de juegos independiente a tiempo completo, siempre fue un jugador de corazón de juegos de guerra de la vieja escuela, enganchado desde una temprana edad a juegos de tablero de guerra y juegos de estrategia de juego por correo (PBM), trabajó durante un tiempo en Seventh Empire, un juego de PBM que creó para la revista Computer and Video Games (C&VG), lo que finalmente lo llevó a Beyond Software.

## Lista de juegos
| Título                        | Distribuidor          | Año  | Plataforma                 |
| ----------------------------- | --------------------- | ---- | -------------------------- |
| Space Ace                     | PetSoft               | 1981 | PET                        |
| GamesPack1                    | Sinclair Research Ltd | 1981 | ZX81                       |
| Shadowfax                     | Potern                | 1982 | BBC, C64 /VIC-20, Spectrum |
| Siege                         | Potern                | 1983 | C64/VIC-20, Spectrum       |
| Snake Pit                     | Potern                | 1983 | C64/Pet/VIC-20, Spectrum   |
| 3-Deep Space                  | Potern                | 1983 | C64/VIC-20, Spectrum       |
| The Lords of Midnight         | Beyond Software       | 1984 | Amstrad, C64, Spectrum     |
| Doomdark's Revenge            | Beyond                | 1985 | Amstrad, C64, Spectrum     |
| Quake Minus One               | Beyond Software       | 1985 | C64                        |
| Dark Sceptre                  | Beyond Software       | 1986 | Spectrum                   |
| Throne of Fire                | Melbourne House       | 1987 | Amstrad, C64, Spectrum     |
| War in Middle Earth           | Melbourne House       | 1988 | Spectrum                   |
| Star Trek: The Rebel Universe | Firebird Software     | 1988 | C64                        |